# Companhia das Lezírias
Companhia das Lezírias, de seu nome completo Companhia das Lezírias, S.A. I é uma companhia de exploração agrícola portuguesa.
Com base na Carta de Lei de 16 de Março de 1836, a Rainha D. Maria II, autoriza a venda em hasta pública das vastas propriedades que compõem as «Lezírias» do Tejo e Sado e que anteriormente tinham sido, na sua maioria, bens da Igreja, da Coroa ou dotações das Infantas.
Para arrematar estas terras, constituiu-se a Companhia das Lezírias do Tejo e do Sado tendo a venda sido efectuada pela quantia de dois mil contos de réis. 
A Companhia das Lezírias resistiu aos diferentes regimes políticos de Portugal: Monarquia Constitucional, Primeira República, Estado Novo e Democracia.
A 4 de Julho de 1961 foi feita Comendadora da Ordem Civil do Mérito Agrícola e Industrial Classe Agrícola.
Na sequência da Revolução do 25 de Abril, em 13 de Novembro de 1975, o Estado Português nacionalizou a Companhia, comprando aos accionistas todas as acções disponíveis.
Na sequência desta nacionalização, a Companhia passou por momentos de crise e quase falência, mas a partir dos anos 90 voltou a dar lucros e é hoje em dia das mais rentáveis empresas agrícolas de Portugal[carece de fontes?], dedicando-se principalmente à produção de vinho, azeite e gado bovino e equino.

## Páginas externas
- Página da empresa
- Companhia das Lezírias – O passado e o presente